# キタマクラ
キタマクラ（北枕、Canthigaster rivulata）は、フグ科の魚の一種。インド太平洋に分布する。皮膚の粘膜などに強い毒を持つ。

## 名称
和名の「キタマクラ」は猛毒を持つ魚であることから、死者を安置する時の北枕に由来するとされる。八丈島では「イソネズミ」と呼ばれている。

## 分布と生息地
インド太平洋に広く分布し、分布域は東アフリカからハワイ近海にかけて、北は南日本、南はオーストラリアまで広がる。日本近海では、福島県以南の太平洋岸、九州西岸、伊豆諸島、琉球列島、小笠原諸島で見られる。水深100m未満、特に30m未満の浅場に棲息し、サンゴ礁や岩礁、藻場で見られる。

## 形態
体長は15 - 20cmに達する。体側面には2本の暗色の縦帯が入り、鰓穴の前部で繋がっている。腹部の帯は薄いか、存在しない。腹部と尾柄には暗色の斑点があり、尾鰭には暗色の縞模様が入る。

## 生態
雑食性で、主に海藻、棘皮動物、軟体動物を捕食する。普段は単独で生活している。卵生であり、夏の繁殖期には雄の体に青い婚姻色が現れる。

## 毒性
筋肉や卵巣は無毒だが、内臓や肝臓、精巣、特に皮膚を覆う粘液にテトロドトキシンが含まれている。

## 人間との関わり
釣りにおいては外道として扱われる。食用は可能ではあるが、適してはいないという意見や、有毒ゆえに食用にはできないという意見もある。飼育は可能だが、皮膚の粘液に毒がある為取り扱いには注意が必要。